# Forsmo
Forsmo – miejscowość (småort) w Szwecji w gminie Sollefteå w regionie Västernorrland. Około 166 mieszkańców.